# Per Gessle
Per Håkan Gessle, né le 12 janvier 1959 à Halmstad en Suède, est un musicien, chanteur et guitariste suédois. Il est notamment le parolier et leader du duo Roxette ainsi que du groupe Gyllene Tider.

## Carrière musicale
Il fonde en 1977 Grape Rock avec Mats Persson, puis la même année Gyllene Tider toujours avec Mats Persson, ainsi que Micke "Syd" Andersson et Janne Carlsson. 
En 1982, il met le poème de Dorothy Parker, Threnody, en musique, la chanson sera interprétée par Anni-Frid Lyngstad sur son album Something's going On.
En 1986, il lance avec Marie Fredriksson le duo Roxette, qui connaît par la suite un succès international. 
Il a également participé en 1996 en compagnie du chanteur Nisse Hellberg au projet The Lonely Boys. 
Il poursuit également depuis 1983 une carrière solo au cours de laquelle il a sorti huit albums :

## Discographie
- Per Gessle en 1983,
- Scener en 1986,
- The World according to Gessle en 1997,
- Mazarin en 2003,
- Son of a Plumber en 2005,
- En händig man en 2007,
- Party Crasher en 2008,
- Let me get it in my hole en 2015 et
- En vacker natt en 2017.
- Pop-UP Dynamo en 2022

## Distinctions
- Médaille de Sa Majesté le Roi